# ОМШ „Предраг Милошевић” Књажевац
ОМШ „Предраг Милошевић” у Књажевцу је основна музичка школа основана 19. новембра 1980. године. Од 21. септембра 1994. године школа носи данашње име по Предрагу Милошевићу, истакнутом композитору, пијанисти и диригенту, рођеном у Књажевцу.

## Историјат
Систематско музичко образовање у Књажевцу, започело је школске 1956/66. године, када се при Радничком универзитету у Књажевцу, започело са осамнаест ученика, на три одсека: хармоника, виолина и клавир, као истурено одељење Музичке школе „Стеван Стојановић Мокрањац” из Зајечара. Рад је трајао све до 1976. године, када је направљен прекид.

## Школа данас
Школа је, почев од 1.септембра 2003. године пресељена на садашњу адресу,у строгом центру града, у непосредној близини Дома културе и музичко-издавачке куће „Нота”.
Школа у том простору располаже са 11 мањих кабинета за индивидуалну инструменталну наставу, један нешто просторнији за групну наставу солфеђа и теорије и концертну салу површине 102m² за интерне и јавне часове.